# Louis Nitsche

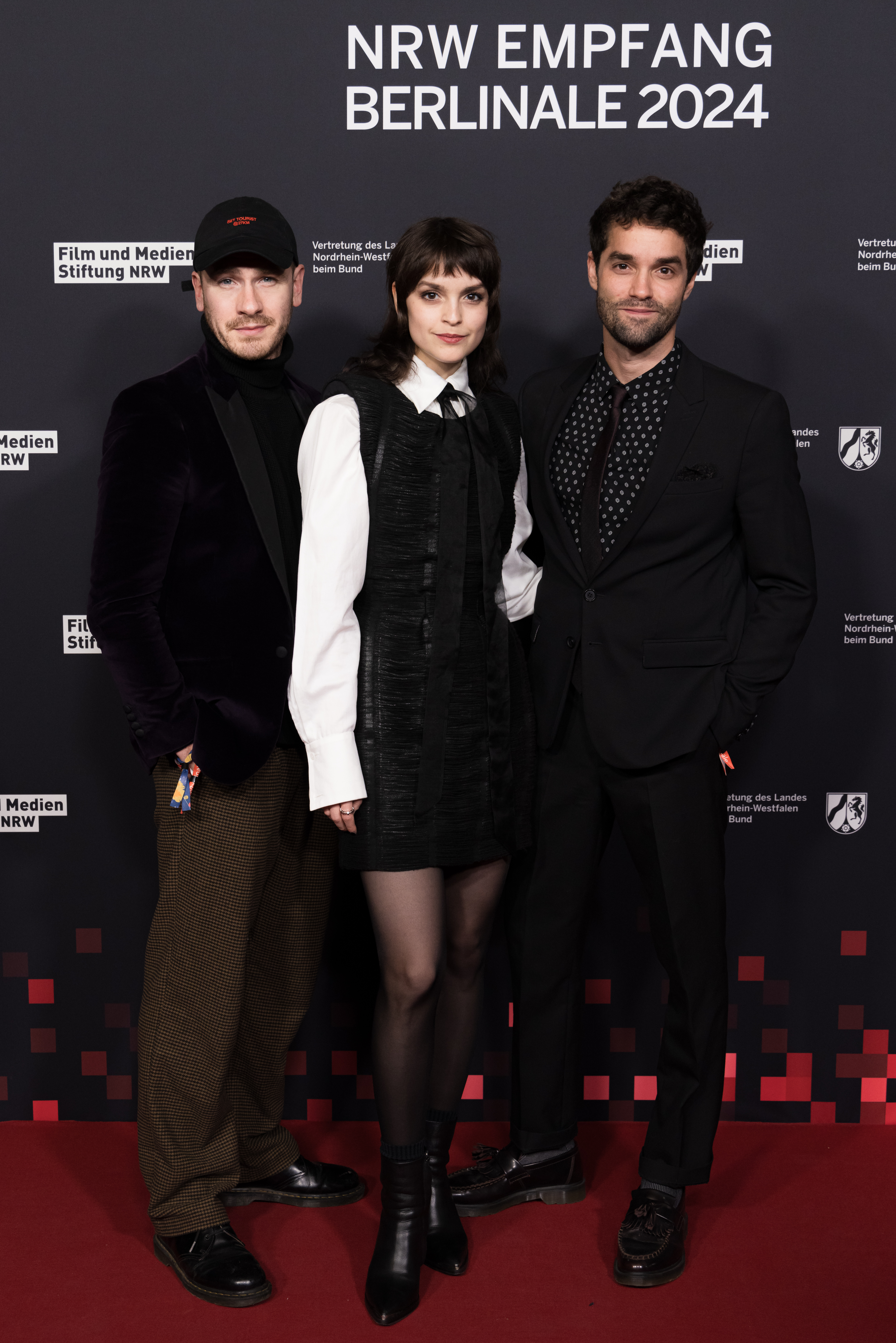
Louis Nitsche mit Louise und Max Befort auf dem Berlinale-Empfang in der nordrhein-westfälischen Landesvertretung 2024

Louis-Nicolai Nitsche (* 28. Oktober 1992 in Hamburg) ist ein deutscher Schauspieler.

## Leben
Nitsche stand bereits mit 8 Jahren erstmals vor der Kamera; er hatte verschiedene kleine Rollen in Fernsehfilmen. Er nahm neben der Schule regelmäßig Schauspielunterricht und war in verschiedenen Hamburger Jugendtheatergruppen aktiv. Die Schule schloss er mit dem Abitur ab. Von 2008 bis 2010 besuchte er die TASK Schauspielschule für Kinder und Jugendliche in Hamburg. Von 2011 bis 2012 gehörte er zum festen Ensemble des Jungen Schauspielhauses Hamburg.
2010 spielte er mit dem Ensemble des Jungen Schauspielhauses Hamburg den Faust im Urfaust. 2011 gastierte er am Ernst Deutsch Theater in Hamburg als Herzog von Burgund in Die Jungfrau von Orleans. 2012 spielte er den Horst in der Produktion Ein Boy ist eben ein Boy des Jungen Schauspielhauses Hamburg. Von 2014 bis 2018 absolvierte er sein Schauspielstudium an der Otto-Falckenberg-Schule in München.
2012 war Nitsche in der ARD-Serie Die Pfefferkörner in einer Episodenhauptrolle zu sehen; er spielte Tilo, den Anführer einer Gang von Jugendlichen. 2012 spielte er eine Nebenrolle in der in englischer Sprache gedrehten deutsch-australischen Jugendserie In Your Dreams. Sein Kinodebüt hatte er 2015 in dem Spielfilm Der 8. Kontinent.
In der 12. Staffel der ZDF-Krimiserie SOKO Köln (2016) spielte er in einer Episodenhauptrolle den jungen Tom Rüttgers, der eine intersexuelle Frau liebt. In der 11. Staffel der ZDF-Serie Notruf Hafenkante (2017) war er in einer weiteren Episodenrolle zu sehen; er spielte den jungen vorbestraften Jannik Röder, der bei einem illegalen Motorradrennen eine schwangere junge Frau tötet und später mit einer Todesfahrt seinem Leben ein Ende setzen will. In der 8. Staffel der ZDF-Serie Die Chefin (2017) spielte er Niko Vogt, einen erfolglosen Pharmaziestudenten aus dem Münchner Hasenbergl und den tatverdächtigen Freund der Tochter eines ermordeten Unternehmers. In der ZDF-Serie SOKO München (2017) übernahm er eine Episodenrolle als Hausmeister in einer Seniorenresidenz. 
In der Auftaktfolge der 4. Staffel der ARD-Fernsehserie In aller Freundschaft – Die jungen Ärzte (2018) war er in einer Episodenhauptrolle zu sehen, als Patient, der mit einem vermeintlichen Schnupfen in die Klinik eingeliefert wird, und heimlich in seine Schachpartnerin verliebt ist. In der 4. Staffel der ZDF-Serie Bettys Diagnose (2018) übernahm Nitsche eine Episodenhauptrolle zu sehen, als Patient Lukas Bartnik, der sich als Tierschützer und Vegetarier ausgibt, jedoch mit einem Bolus, der auf ein unverdautes Fleisch hinweist, in die Klinik eingeliefert wird. Im Oktober 2021 war er im Netflix-Film Du Sie Er & Wir in der Rolle des Ben zu sehen.
Nitsche lebt in Hamburg und München.

## Filmografie
- 2006: Denk ich an Deutschland in der Nacht...Das Leben des Heinrich Heine (Fernsehfilm; Dokumentation)
- 2007: Das Geheimnis meiner Schwester (Fernsehfilm)
- 2010: Kein Geist für alle Fälle (Fernsehfilm)
- 2011: Die Pfefferkörner (Fernsehserie; Folge: Das Silbergebiss)
- 2012: Die Pfefferkörner (Fernsehserie; Folge: Gefährliche Downloads)
- 2013: In Your Dreams (Fernsehserie; Seriennebenrolle)
- 2015: Der 8. Kontinent (Kinofilm)
- 2016: SOKO Köln (Fernsehserie; Folge: Scham)
- 2017: Morden im Norden (Fernsehserie; Folge: Kinder des Lichts)
- 2017: Notruf Hafenkante (Fernsehserie; Folge: Todesraser)
- 2017: Die Chefin (Fernsehserie; Folge: Schwarze Schafe)
- 2017: SOKO München (Fernsehserie; Folge: Tanz der junggebliebenen Herzen)
- 2018: In aller Freundschaft – Die jungen Ärzte (Fernsehserie; Folge: Ausweichmanöver)
- 2018: Bettys Diagnose (Fernsehserie; Folge: Zweite Chance)
- 2021: Du Sie Er & Wir (Fernsehfilm; Netflix)
- 2022: Für Jojo (Fernsehfilm; Netflix)
- 2023: Eine Billion Dollar (Fernsehserie, Paramount+)
- 2023: Der neue Freund (Fernsehfilm)
- 2024: Cranko (Kinofilm)
- 2025: Behringer und die Toten – Ein Bamberg-Krimi: Antoniusfeuer (Fernsehreihe)
- 2025: Der Barcelona-Krimi: Brennendes Land (Fernsehreihe)